# Правдюки
Правдюки́ — село в Україні, у Сумській області, Роменському районі. Населення становить 304 особи. Входить до складу Роменської міської громади. До 2020 орган місцевого самоврядування - Пустовійтівська сільська рада.

## Географія
Село Правдюки розташоване за 2 км від лівого берега річки Сула. На відстані 2 км розташовані села Вовківці та Зінове.
По селу тече струмок, що пересихає.
Поруч пролягає автомобільний шлях Н07.

## Історія
Село постраждало внаслідок геноциду українського народу, проведеного урядом СРСР 1923-1933 та 1946-1947 роках.
12 червня 2020 року, відповідно до розпорядження Кабінету Міністрів України № 723-р «Про визначення адміністративних центрів та затвердження територій територіальних громад Сумської області», село увійшло до складу Роменської міської громади.
19 липня 2020 року, в результаті адміністративно-територіальної реформи та ліквідації Роменського району(1930—2020), увійшло до складу новоутвореного Роменського району.

## Населення

### Мова
Розподіл населення за рідною мовою за даними перепису 2001 року:
| Мова       | Кількість | Відсоток |
| ---------- | --------- | -------- |
| українська | 301       | 99.01%   |
| російська  | 3         | 0.99%    |
| Усього     | 304       | 100%     |

## Соціальна сфера
- Будинок культури.